# Chitra indica
La chitra indiana (Chitra indica Gray, 1831) è una rara specie di tartaruga della famiglia dei Trionichidi.

## Descrizione
Presenta un carapace, ovale e appiattito, che raggiunge i 1100 mm di lunghezza. Ha colorazione dorsale (carapace, testa e collo) verde-oliva o grigio-bluastro con un articolato motivo di venature e reticolature. Negli immaturi il carapace può avere quattro ocelli o numerose macchie nere e porta diversi piccoli tubercoli, oltre ad una carena vertebrale. Il piastrone è color crema o rosa pallido, con quattro callosità. I maschi, mediamente più piccoli delle femmine, sono riconoscibili dalla coda, relativamente più lunga e ingrossata alla base.

## Distribuzione e habitat
La specie è segnalata nei principali corsi fluviali del subcontinente indiano: Padma, Jamuna, Meghna, Bhairab, Brahmaputra, nel Dholeswari in Bangladesh; un tratto del fiume Grewae in Nepal; Indo e suoi affluenti in Pakistan. L'habitat ideale è rappresentato da grandi fiumi con acque scarsamente torbide e fondali sabbiosi.

## Biologia
La chitra indiana si nutre di pesci, chiocciole e gamberetti, ma anche di materiale vegetale. La tecnica di caccia che preferisce è l'imboscata; i pesci più piccoli vengono inghiottiti interi, mentre quelli più grandi vengono fatti a pezzi con la bocca e le zampe anteriori.
Nella regione di Chambal, nell'India centrale, la nidificazione avviene tra la fine di agosto e metà settembre. La femmina scava nella sabbia o nel limo un nido a forma di fiasco profondo 33 cm, con una camera per alloggiare le uova di 15 x 23 cm. Il numero delle uova deposte varia da 65 a 187; esse, di forma sferica, hanno il guscio duro e misurano 25,4-28,22 mm di diametro. In ottobre da esse sgusciano fuori piccoli con un carapace di 39-43 mm.

## Conservazione
Come molte altre specie asiatiche, è minacciata dallo sfruttamento da parte dell'uomo e dall'alterazione degli habitat.